# Уоллес, Теодосия
Теодосия Ада Уоллес (англ. Theodosia Ada Wallace, 18 августа 1872 — 1 октября 1953) — австралийская журналистка.

## Биография
Дочь Александра Бриттона и Ады Уиллоби, уроженцев Англии, она родилась под именем Теодосия Ада Бриттон в Джолимонте, Восточный Мельбурн. Семья переехала в Сидней около 1885 года. Она получила домашнее образование у частного репетитора, а затем училась в Сиднейском университете.
Некоторое время она преподавала в школе, а затем начала вести социальную колонку под названием «Biddy B.A.». для The Argus и Australasian Post в Мельбурне. Она также писала для The Sydney Morning Herald, позже став сотрудником этой газеты. В 1905 году газета «Herald» добавила еженедельную «Страницу для женщин», и она стала редактором этой страницы. В том же году она вышла замуж за Альберта Эдварда Ноубла Уоллеса, эксперта по шахматам и бухгалтера. В 1890-х годах он трижды становился чемпионом Австралии по шахматам. Она покинула «Herald» до рождения первого ребёнка в 1907 году.
В 1909 году она опубликовала «Этикет Австралии: справочник основных обычаев повседневной жизни и общества» (англ. The Etiquette of Australia: A Handy Book of the Common Usages of Everyday Life and Society). Позже она вернулась к журналистике и писала для различных газет. Уоллес вела еженедельную колонку «Дневник праздной женщины» под псевдонимом «INO» для The Newcastle Herald. Уоллес была первым главой службы мониторинга прессы Country Press Association. Она помогла основать Общество женщин-писательниц и была его вице-президентом.
Она написала стихотворение «Моя любовь к тебе», которое в 1920-х годах положила на музыку Лилиан Митчелл.
Теодосия Ада Уоллес умерла в своём доме в возрасте 81 года.